# Gregor Richter (Archidiakon)
Gregor Richter (getauft 19. Februar 1563 in Chemnitz; † Februar 1636 in Jugel) war ein lutherischer Geistlicher und Exulant. Er war Archidiakon und Kantor von St. Joachimsthal, sowie Pfarrer von Abertham und Breitenbrunn.

## Leben
Gregor Richter wurde 1563 in Chemnitz geboren und am 19. Februar dieses Jahres in der dortigen Stadtkirche St. Jakobi getauft. Seine Eltern waren Valten Richter, möglicherweise identisch mit dem gleichnamigen Chemnitzer Kantor (* um 1530 in Chemnitz; † 1601), der sich zeitweise in Livland aufhielt, später Pastor in Topfseifersdorf und zuletzt Diakon in Mittweida war und dessen Ehefrau Margaretha.
Er wurde im Sommersemester 1576 unter der Bezeichnung „Richter Greg. Chemnicen.“ an der Universität Leipzig immatrikuliert. Ob er nach dem Abschluss seiner Schulzeit auch dort studierte, ist nicht bekannt. Dreizehn Tage nach seiner Immatrikulation an der Universität von Wittenberg am 4. Juni 1582 wurde Richter als kurfürstlicher Stipendiat der Theologischen Fakultät angenommen. 1586 beendete er sein Studium und ließ eine kleine Elegie in Latein veröffentlichen. Zwei Jahre nach dem Antritt der Kantorenstelle in St. Joachimsthal in Böhmen heiratete er 1588 die Tochter des dortigen Oberpfarrers Theophil Beck. Im Sommer 1594 wurde Richter als Pfarrer nach Abertham berufen. Als 1610 in Joachimsthal innerhalb eines halben Jahres sein Schwiegervater Theophil Beck und zwei Diakone gestorben waren, kehrte er dorthin zurück und wurde am 6. April 1610 selbst in das Amt eines Diakons eingewiesen. Die Pfarrstelle in Abertham übernahm sein Schwager Erasmus Beck als letzter dort amtierender lutherischer Prediger. Richter trug u. a. 1613 bis 1620 zu zwei gedruckten Leichenpredigten bei. Im Zuge der Gegenreformation wurden die drei Joachimsthaler Geistlichen vom zuständigen Hauptmann Christoph Graf von Grünenberg gegen den Willen des Stadtrats im August 1624 gezwungen ihre Ämter niederzulegen. Der Oberpfarrer Jakob Schober wurde mit seinen Diakonen Gregor Richter und Paul Mönch vor die Ratsversammlung geladen. Hier ließen sie die folgende Erklärung verlauten:

„das sie zur Rebellion aufgewiegelt hätten, dessen wüssten sie sich unschuldig, sie hätten Gottes Wort gemäß gelehrt, wie sie es ihrem Stande schuldig sein. Würde der Erzbischof sie bei der augsburgischen Confession belassen, wollten sie sich ergeben. Das man sie aus ihren Wohnung weise geschähe allen unrecht, … (sie) hoffen dass der Rat künftig für sie in ihrer Not sorgen (werde) …“

Eine eintägige Bedenkzeit zur Konvertierung nutzen die Geistlichen zur Flucht in das benachbarte Oberwiesenthal in Sachsen. Sie bezogen jedoch noch einige Zeit weiter die Besoldung vom Rat der Stadt. Im Exil betreute Richter, der an eine Rückkehr glaubte, seine ehemalige Gemeinde. In einem Schreiben vom 27. Juni 1625 ermahnte er den Stadtrichter von St. Joachimsthal Georg Seeling zur „Standhaftigkeit“:

„Glaube, bete, hoffe, traue Gott, bleibe beständig bei der einmal erkannten evangelischen Lehre, lasse dich weder durch Gunst noch Abgunst, Gewalt noch Drohung abwendig machen …“

Um 1630 übernahm er die Pfarrstelle in Breitenbrunn, wo er bereits 1631 wieder abgelöst wurde. Vermutlich verbrachte Richter seinen Lebensabend in der Glashütte des aus Platten gebürtigen Christoph Löbel in Oberjugel, die auch als Predigtort für böhmische Glaubensflüchtlinge fungierte. Er starb laut Christian Lehmann im Februar 1636 in Jugel und wurde in Breitenbrunn begraben.

## Familie
Gregor Richter heiratete am 20. November 1588 in St. Joachimsthal Elisabeth Beck (* 1563 in St. Joachimsthal). Er war der Vater von Elias Richter, Schulmeister in Platten und Pfarrer von Raschau, und Theophil Richter, Schulmeister und Pfarrer von Abertham. Sein Enkel Theophil Richter war Schulmeister und Bergmeister von Frühbuß. Ein weiterer Enkel war Martin Richter, Schulmeister von Abertham. Noch sein Urenkel Matthäus Richter war bei der Kirche von Abertham als Kantor beschäftigt. Seine Kinder waren:
1. Theophilus (* 1590 in St. Joachimsthal);[18] ⚭ um 1618 Anna.
2. Margaretha (* 1592 in St. Joachimsthal)[19]
3. Johannes (* 1596 in Abertham), Lehrer; ⚭ 1623 in St. Joachimsthal Dorothea Steinmüller (* um 1603), Tochter d. kaiserlich-königlichen Münzmeisters Gregor Steinmüller (1574–1638)[20]
4. Elias (* 1597 in Abertham; † 1678 in Raschau); ⚭ 1625 in Breitenbrunn Christina Schreyer.[21]
5. David (* 1601 in Abertham)
6. Erasmus (* 1603 in Abertham)
7. Elisabeth (* 1605 in Abertham)
8. Georgius (* 1608 in Abertham)

## Publikationen
- Elegia de totius meriti Jesu Christi philanthrōpu causis ...; Krafft, Johann d. Ä. (Erben) oder Krafft, Zacharias; Wittenberg, 1586; [6] Bl.
- Christliche Leichenpredigt … dem Volckreichen... Begräbnis des ehrenwerten erbarn wolweisen und Fürnemen Herrn Sigismundi Schlaginhauffen des Eltern, 1607.
- Christliche Leichpredigt Bey dem Begraebnueß der … Frawen Mariæ, des … Herren Iohannis Heintzii, Der Artzney Doctoris, vnd Physici in S. Joachimsthal/ seligen/ hinterlassenen Wittwe/ In der Pfarrkirchen daselbst gehalten … Anno 1613.
- Christliche Leichpredigt. Bey dem Begräbnis des … Herrn Michael Schweitzers des ältern/ Bürgers/ Handelsmannes/ und des Raths zu Leipzig … Welcher den 12. Decembris, Anno 1620. in Christo selig eingeschlaffen.